# الانتخابات الرئاسية البولندية لعام 2020
اكتملت الانتخابات الرئاسية البولندية لعام 2020 بجولة ثانية من التصويت في 12 يوليو عام 2020. وعقدت الجولة الأولى من التصويت في 28 يونيو عام 2020. وفيها ترشح الرئيس الحالي أندجي دودا، بدعم من حزب العدالة والقانون، ضد مرشح حزب المنصة المدنية نائب الرئيس وعمدة وارسو رافاو تشاسكوفسكي بعد أن أظهرت نتائج الجولة الأولى أن دودا حصل على 43.5% من الأصوات وتشاسكوفسكي على نسبة 30.46٪. أشارت نتائج الجولة الثانية من التصويت، التي أعلنت عنها اللجنة الوطنية للانتخابات (بّي كيه دبليو) في 13 يوليو، إلى أن أندجي دودا فاز بنسبة 51.03% مقابل 48.97% لرافاو تشاسكوفسكي.
كان من المقرر عقد الجولة الأولى من التصويت في 10 مايو عام 2020، ولكنها تأجلت بسبب جائحة فيروس كورونا في بولندا. وفي 6 مايو عام 2020، كان حزب الاتفاق - المنضم إلى تحالف الحكم مع حزب العدالة والقانون الحاكم - يعارض متابعة الانتخابات في موعدها الأصلي، وقد توصل إلى ترتيب لتحديد مواعيد جديدة للانتخابات. في اليوم التالي، أعلنت اللجنة الوطنية للانتخابات أن الانتخابات لن يكون من الممكن عقدها في 10 مايو عام 2020. وأمرت مشيرة السيم (مجلس النواب)، ألجبيتا فيتيك، بعقد الجولة الأولى من الانتخابات في 28 يونيو عام 2020. وعقد الجولة الثانية في 12 يوليو عام 2020.
وفقًا لمكتب المؤسسات الديمقراطية وحقوق الإنسان التابع لمنظمة الأمن والتعاون في أوروبا، فإن هيئة البث العامة التلفاز البولندي (تي فّي بّي) قد «أخفقت في واجبها القانوني بتوفير تغطية متوازنة ومحايدة» و«عملت كوسيلة حملة دعائية لشاغل منصب الرئيس».

## النظام الانتخابي
يجري انتخاب رئيس بولندا بشكل مباشر باستخدام نظام يعتمد على جولتين ولولاية مدتها خمس سنوات، ولفترتين فقط. انتهت الولاية الأولى لأندجي دودا في 6 أغسطس عام 2020 عندما أعاد تأكيد اليمين الدستورية أمام الجمعية الوطنية، في جلسة مشتركة لمجلس النواب ومجلس الشيوخ وبدأ ولايته الثانية.
وفقاً لأحكام الدستور، ينتخب الرئيس بالأغلبية المطلقة للأصوات الصحيحة. وإن لم ينجح أي مرشح في تجاوز هذه العتبة في الجولة الأولى، تعقد جولة ثانية من التصويت مع المرشحين اللذين حصلا على أكبر حصة من التصويت.
من أجل التسجيل لخوض الانتخابات، يجب أن يكون المرشح مواطنًا بولنديًا، وأن يكون عمره 35 عامًا على الأقل في يوم الجولة الأولى من الانتخابات، وأن يكون قد جمع ما لا يقل عن مئة ألف توقيع من الناخبين بحلول 10 يونيو عام 2020 في منتصف الليل.
افتتحت مراكز التصويت في يوم الانتخابات الساعة 07:00 بالتوقيت الصيفي لوسط أوروبا وأغلقت في الساعة 21:00 بالتوقيت الصيفي لوسط أوروبا (التوقيت العالمي المنسق +2).

## كوفيد 19 وتوقيت الانتخابات والجدل
كان من المقرر في الأصل إجراء الانتخابات في 10 مايو عام 2020، الأمر الذي تسبب بجدل سياسي حاد بشأن جائحة فيروس كورونا. انتقد العديد من المرشحين الدستوريين وحتى السياسيين من الائتلاف الحاكم خطة الحكومة لإجراء الانتخابات كما كان مقررًا في الأصل أثناء الجائحة. وكحل وسط، اقترح حزب الاتفاق السياسي إطالة ولاية الرئيس لمدة عامين، وهو ما أيده وزير الصحة، لوكاش شوموفسكي.  ولكن المعارضة رفضت ذلك. إذ أراد حزب المعارضة الرئيسي، المنصة المدنية، إجراء الانتخابات في مايو عام 2021. ورغب حزب العدالة والقانون الحاكم، المحافظ، بتغيير القواعد الانتخابية وتنظيم الانتخابات عن طريق التصويت البريدي فقط. لكن الحكم صدر بأن تغيير قواعد الانتخابات قبل أقل من ستة أشهر من التصويت غير دستوري من قبل المحكمة الدستورية في عام 2011. إذ يعتبر التصويت بالبريد فقط غير دستوري من قبل البعض بما في ذلك المحكمة العليا البولندية في رأي غير ملزم.

### طلبات البريد الإلكتروني من بوستا بولندا للحصول على خصوصية البيانات
في الساعة 02:26 في وقت مبكر من الصباح في 23 أبريل، تلقى كل رئيس بلدية بولندي ورئيس مجلس مدينة بريدًا إلكترونيًا مجهولاً وغير موقع من بوستا بولندا (البريد البولندي) كُتب فيه أنه مطلوب منهم تسليم البيانات الخاصة لـ 30 مليون مواطن بولندي بما في ذلك البّي إي إس إي إل (رقم التعريف الوطني) وتاريخ الميلاد والعنوان والبيانات الخاصة الأخرى بتنسيق ملف نصي، دون أي كلمات مرور أو أمان. انتقد العديد من رؤساء البلديات البولنديين ورؤساء مجالس المدن، والمحامين، وغيرهم من المواطنين الأمر الخاص بتقديم مثل هذه البيانات الخاصة، مشيرين إلى أن الأمر ينتهك النظام الأوروبي العام لحماية البيانات والقانون البولندي، نظرًا إلى أن الفعل القانوني المشار إليه في البريد الإلكتروني لا يتضمن الصلاحية القانونية، فهو يتعلق بمشروع قانون ما يزال يخضع لإجراءات تشريعية. صرح مواطنون ومسؤولون آخرون عن نيتهم رفع دعوى قضائية إلى مكتب المدعي العام حول إمكانية ارتكاب جرائم من قبل بوستا بولندا التي تديرها الحكومة ومن قبل السياسيين المسؤولين عن التنظيم.

### تسريب البطاقات الانتخابية
في 29 أبريل عام 2020، أي قبل 11 يومًا من الموعد المقرر للانتخابات، قدم المرشح الانتخابي ستانيسلاو زولتيك نسخة من ورقة الاقتراع الانتخابي في مؤتمر صحفي. واحتوت النسخ على أسماء جميع المرشحين ونماذج أخرى يتعين على الناخبين ملؤها. قال زولتيك إنه تلقى أوراق الاقتراع من عمال إحدى الشركات التي كانت تطبع وتحضر الوثائق الانتخابية. أبلغت بوستا بولندا وكالة الأمن الداخلي بشأن التسريب. اعتبارًا من 2 مايو عام 2020، لم يصرح القانون البولندي لبوستا بولندا بتنظيم التصويت البريدي إلا بعدد قليل ضمن الحالات الخاصة.

### مقاطعة الانتخابات الرئاسية
في 30 أبريل عام 2020، دعا أربعة رؤساء بولنديون سابقون وتسعة رؤساء وزراء إلى مقاطعة الانتخابات الرئاسية لعام 2020، على أساس أن الانتخابات ستكون غير دستورية ولا يمكن أن تضمن سرية الناخبين.

### تغيير يوم الانتخابات
في 6 مايو، أبرم ياروسلاف غوين، زعيم حزب الاتفاق، وياروسلاف كاتشينسكي، زعيم حزب العدالة والقانون، اتفاقًا لتغيير موعد الانتخابات. كان الحزبان قد انخرطا في وقت سابق في صراع سياسي حول ما إذا كان ينبغي إجراء الانتخابات في مايو.
في 7 مايو، وافق مجلس النواب على تشريع لإجراء الانتخابات عن طريق الاقتراع البريدي. وفي اليوم نفسه، أعلنت اللجنة الانتخابية الوطنية أن «التنظيم القانوني الحالي حرم اللجنة الانتخابية الوطنية من الأدوات اللازمة لأداء مهامها. وفيما يتعلق بما ورد أعلاه، تبلغ اللجنة الانتخابية الوطنية الناخبين ولجان الانتخابات والمرشحين وإدارة الانتخابات ووحدات الحكم المحلي أن التصويت في 10 مايو عام 2020 لا يمكن أن يعقد».
قوبلت الحركة في يوم الانتخابات بتأييد ومعارضة من الموالين والمناهضين لحزب العدالة والقانون في السياسة البولندية. وفي استطلاع للرأي لصحيفة جتشبوسبوليتا، قيس التأييد العام لاتفاق غوين - كاتشينسكي بنسبة 43.5٪، ومعارضة بنسبة 36.3٪، والباقي لم يقرروا.

### حكم المحكمة الإدارية
في 15 سبتمبر عام 2020، حكمت المحكمة الإدارية في وارسو أن قرار رئيس الوزراء ماتيوز موراوسكي بإجراء الانتخابات عن طريق البريد فقط في 10 مايو عام 2020 كان «انتهاكًا صارخًا للقانون وصدر دون أسس (قانونية)»، وينتهك المادة 7 من الدستور البولندي والمادة 157، الفقرة 1، والمادة 187، الفقرة 1 و2 من قانون الانتخابات. وطالبت المعارضة باستقالة موراوسكي.